# Super Hybrid
Super Hybrid is een Amerikaanse sciencefiction-horrorfilm uit 2010, geregisseerd door Éric Valette.

## Verhaal
Tilda is monteur in een politiegarage in Chicago, waar in beslag genomen voertuigen worden weggesleept. Op een nacht wordt er een vreemd voertuig binnengebracht. Al snel blijkt dat de auto geen machine is, maar een levend wezen dat iedereen verslindt die erin stapt. De auto kan de vorm aannemen van andere voertuigen en heeft een grote intelligentie. Tilda en haar collega's zijn in groot gevaar.

## Rolverdeling
| Acteur          | Personage |
| --------------- | --------- |
| Shannon Beckner | Tilda     |
| Oded Fehr       | Ray       |
| Ryan Kennedy    | Bobby     |
| Melanie Papalia | Maria     |
| Adrien Dorval   | Gordy     |
| John Reardon    | David     |
| Alden Adair     | Hector    |
| Josh Strait     | Al        |

## Release
De film ging in première op 22 augustus 2010 op het Fantasy Filmfest in Berlijn.